# Ay chico (Lengua afuera)
Ay Chico (Lengua Afuera) è un brano musicale del cantante statunitense hip hop Pitbull. Il singolo ha raggiunto la 92ª posizione di Billboard Hot 100.

## Classifiche
| Classifiche (2006)                   | Posizione più alta |
| ------------------------------------ | ------------------ |
| U.S. Billboard Hot 100               | 92                 |
| U.S. Billboard Hot R&B/Hip-Hop Songs | 99                 |
| U.S. Billboard Hot Rap Tracks        | 19                 |